# آندرسون لوئیز (بازیکن فوتبال، زاده ۱۹۷۴)
آندرسون لوئیز اشویتزر (به پرتغالی: Anderson Luiz Schveitzer) هافبک اهل برزیل است که در شهر فلوریانوپلیس و در تاریخ ۵ آوریل ۱۹۷۴ به دنیا آمده‌است.
آندرسون لوئیز اشویتزر در تیم‌های فوتبال باشگاه ورزشی اینترناسیونال سابقهٔ حضور دارد.